# Liste der Bürgerschaftswahlkreise in Hamburg

Wahlkreise zur Hamburgischen Bürgerschaft (2015)

Die Liste der Bürgerschaftswahlkreise in Hamburg listet alle Wahlkreise zur Wahl der Hamburgischen Bürgerschaft.
Bis einschließlich 2011 dienten diese Wahlkreise auch zur Wahl der Bezirksversammlungen, die 2014 erstmals in 54 neuen Wahlkreisen stattfand.
Der Hamburgischen Bürgerschaft gehören mindestens 121 Abgeordnete an. Das Wahlgebiet ist in 17 Wahlkreise eingeteilt. Diese Wahlkreise sind nach Hamburger Wahlrecht Mehrmandatswahlkreise, in denen mindestens 71 Bürgerschaftsabgeordnete in Direktwahl oder nach Wahlkreislisten gewählt werden. Jeder Wahlkreis erhält abhängig von der Anzahl der Wahlberechtigten drei bis fünf Sitze in der Bürgerschaft. Wahlkreise, in denen weniger als 60.000 Wahlberechtigte leben, erhalten drei Sitze, Wahlkreise mit 60.000 bis 80.000 Wahlberechtigten vier und Wahlkreise mit mehr als 80.000 Wahlberechtigten fünf Sitze.
| Nr. | Wahlkreis                                  | Sitze | Bezirk        | Stadtteile | Stadtteile |
| --- | ------------------------------------------ | ----- | ------------- | --- | ---------- |
| 1   | Hamburg-Mitte                              | 5     | Hamburg-Mitte | Altstadt, HafenCity, Neustadt, St. Pauli, St. Georg, Hammerbrook, Borgfelde, Hamm (bis Ende 2010 Hamm-Nord, -Mitte, -Süd), Horn, Neuwerk                                             |            |
| 2   | Billstedt – Wilhelmsburg – Finkenwerder    | 5     | Hamburg-Mitte | Billstedt, Billbrook, Rothenburgsort, Veddel, Wilhelmsburg, Kleiner Grasbrook, Steinwerder, Waltershof, Finkenwerder                                                                 |            |
| 3   | Altona                                     | 5     | Altona        | Altona-Altstadt, Altona-Nord, Ottensen, Bahrenfeld, Groß Flottbek, Othmarschen, Sternschanze                                                                                         |            |
| 4   | Blankenese                                 | 5     | Altona        | Lurup, Osdorf, Nienstedten, Blankenese, Iserbrook, Sülldorf, Rissen |            |
| 5   | Rotherbaum – Harvestehude – Eimsbüttel-Ost | 3     | Eimsbüttel    | Rotherbaum, Harvestehude, Hoheluft-West, Eimsbüttel (Ostteil) |            |
| 6   | Stellingen – Eimsbüttel-West               | 3     | Eimsbüttel    | Eidelstedt, Stellingen, Eimsbüttel (Westteil) |            |
| 7   | Lokstedt – Niendorf – Schnelsen            | 4     | Eimsbüttel    | Lokstedt, Niendorf, Schnelsen |            |
| 8   | Eppendorf – Winterhude                     | 4     | Hamburg-Nord  | Hoheluft-Ost, Eppendorf, Winterhude |            |
| 9   | Barmbek – Uhlenhorst – Dulsberg            | 5     | Hamburg-Nord  | Uhlenhorst, Hohenfelde, Barmbek-Nord, -Süd, Dulsberg |            |
| 10  | Fuhlsbüttel – Alsterdorf – Langenhorn      | 4     | Hamburg-Nord  | Groß Borstel, Alsterdorf, Ohlsdorf, Fuhlsbüttel, Langenhorn |            |
| 11  | Wandsbek                                   | 4     | Wandsbek      | Eilbek, Wandsbek, Marienthal, Jenfeld, Tonndorf |            |
| 12  | Bramfeld – Farmsen-Berne                   | 4     | Wandsbek      | Farmsen-Berne, Bramfeld, Steilshoop |            |
| 13  | Alstertal – Walddörfer                     | 5     | Wandsbek      | Wellingsbüttel, Sasel, Poppenbüttel, Hummelsbüttel, Lemsahl-Mellingstedt, Duvenstedt, Wohldorf-Ohlstedt, Bergstedt, Volksdorf                                                        |            |
| 14  | Rahlstedt                                  | 4     | Wandsbek      | Rahlstedt |            |
| 15  | Bergedorf                                  | 5     | Bergedorf     | Allermöhe, Neuallermöhe (ab Beginn 2011), Altengamme, Bergedorf, Billwerder, Curslack, Kirchwerder, Lohbrügge, Moorfleet, Neuengamme, Ochsenwerder, Reitbrook, Spadenland, Tatenberg |            |
| 16  | Harburg                                    | 3     | Harburg       | Harburg, Neuland, Gut Moor, Wilstorf, Rönneburg, Langenbek, Sinstorf, Marmstorf, Eißendorf (Ostteil), Heimfeld (Ostteil)                                                             |            |
| 17  | Süderelbe                                  | 3     | Harburg       | Altenwerder, Moorburg, Hausbruch, Neugraben-Fischbek, Francop, Neuenfelde, Cranz, Eißendorf (Westteil), Heimfeld (Westteil)                                                          |            |